# Мария Витория Гонзага
Мария Витория Гондзага (на италиански: Maria Vittoria Gonzaga; * 9 септември 1659, Гуастала, Херцогство Гуастала; † 5 септември 1707, Венеция, Венецианска република) от рода Гонзага е чрез брак херцогиня на Гуастала (1655 – 1703).

## Произход
Тя е второто дете на Феранте III Гонзага (1618 – 1678), херцог на Гуастала, и на съпругата му Маргерита д’Есте (1619 – 1692). Нейни дядо и баба по бащина линия са Чезаре II Гонзага и Изабела Орсини, а по майчина –Алфонсо III д’Есте, херцог на Мантуа, и Изабела Савойска. Има една сестра:
- Анна Изабела (* 1655, †  1703), херцогиня на Мантуа и Монферат като съпруга на Фердинандо Карло Гонзага-Невер

## Брак и потомство
∞ 1679 за роднината си Винченцо Гонзага (1634 – 1714), херцог на Гуастала и син на Андреа Гонзага, граф на Сан Паоло, от когото има двама сина и три дъщери:
- Мария Изабела Гонзага (14 март 1680, Гуастала – 2 декември 1726, пак там)
- Антония Гонзага (1685 – 1687)
- Елеонора Луиза Гонзага (13 ноември 1686, Гуастала – 16 март 1742, Падуа), ∞ 14 юли 1709 за Франческо Мария де Медичи (1660 – 1711), син на великия херцог на Тоскана Фердинандо II де Медичи, от когото няма деца. Има 4 извънбрачни деца.
- Антонио Феранте Гонзага (9 декември 1687, Гуастала – 16 април 1729, пак там), херцог на Гуастала от 1714, ∞ 1, за Маргерита Чезарини, от която няма деца ∞ 2. 23 февруари 1727 за Теодора фон Хесен-Дармщат (1706 – 1784), дъщеря на ландграф Филип фон Хесен-Дармщат, от която няма деца
- Джузепе Мария Гонзага (20 март 1690, Гуастала – 16 август 1746, пак там), херцог на Гуастала от 1729, ∞ 29 март 1731 за Елеонора фон Шлезвиг-Холщайн-Зондебург-Визенбург (1715 –  1760), дъщеря на херцог Леополд фон Шлезвиг-Холщайн-Зондебург-Визенбург, от която няма деца.

През 1692 г. Винченцо получава Херцогство Гуастала след смъртта на бездетния Фердинандо Карло Гонзага, херцог на Мантуа, и съпруг на Анна Изабела Гонзага, по-голямата сестра на Мария Витория Гонзага.